# 魏知古
魏知古（647年—715年），深州陸澤縣（今河北深州市西）人，唐朝政治人物。

## 生平
有才名，二十歲時舉進士，長安年間升遷鳳閣舍人衛尉少卿。很受姚崇賞識。神龍初年拔擢拜吏部侍郎，後授晉州刺史。
唐睿宗即位，因兩人是藩邸舊識，景雲二年遷右散騎常侍同中書門下平章事。
唐玄宗開元初年官至黃門監（門下侍中）。開元二年（714年），赴洛陽考察，與姚崇不合，剛好姚崇二子前往拜訪魏知古，頗招權請託。魏知古將這件事告訴唐玄宗。不久玄宗召姚崇問其子，“卿子才性何如？今何官也？”姚崇揣知上意，回答說“臣有三子，兩在東都，為人多欲而不謹；是必以事干魏知古，臣未及問之耳。”。五月二十五日，魏知古被罷為工部尚書。

## 子嗣
魏知古共有五子：魏喆，延州刺史；魏毖，簡州刺史；魏林，朔州刺史；魏玨，鴻臚少卿；魏曜，贊善大夫。